# Calyptrogyne
Calyptrogyne ist eine Pflanzengattung innerhalb der Familie der Palmengewächse (Arecaceae). Die etwa 17 Arten sind in der Neotropis verbreitet. Es sind vorwiegend kleine Palmen mit ährenförmigen Blütenständen. Einige Arten werden selten als Zierpflanzen genutzt.

## Beschreibung

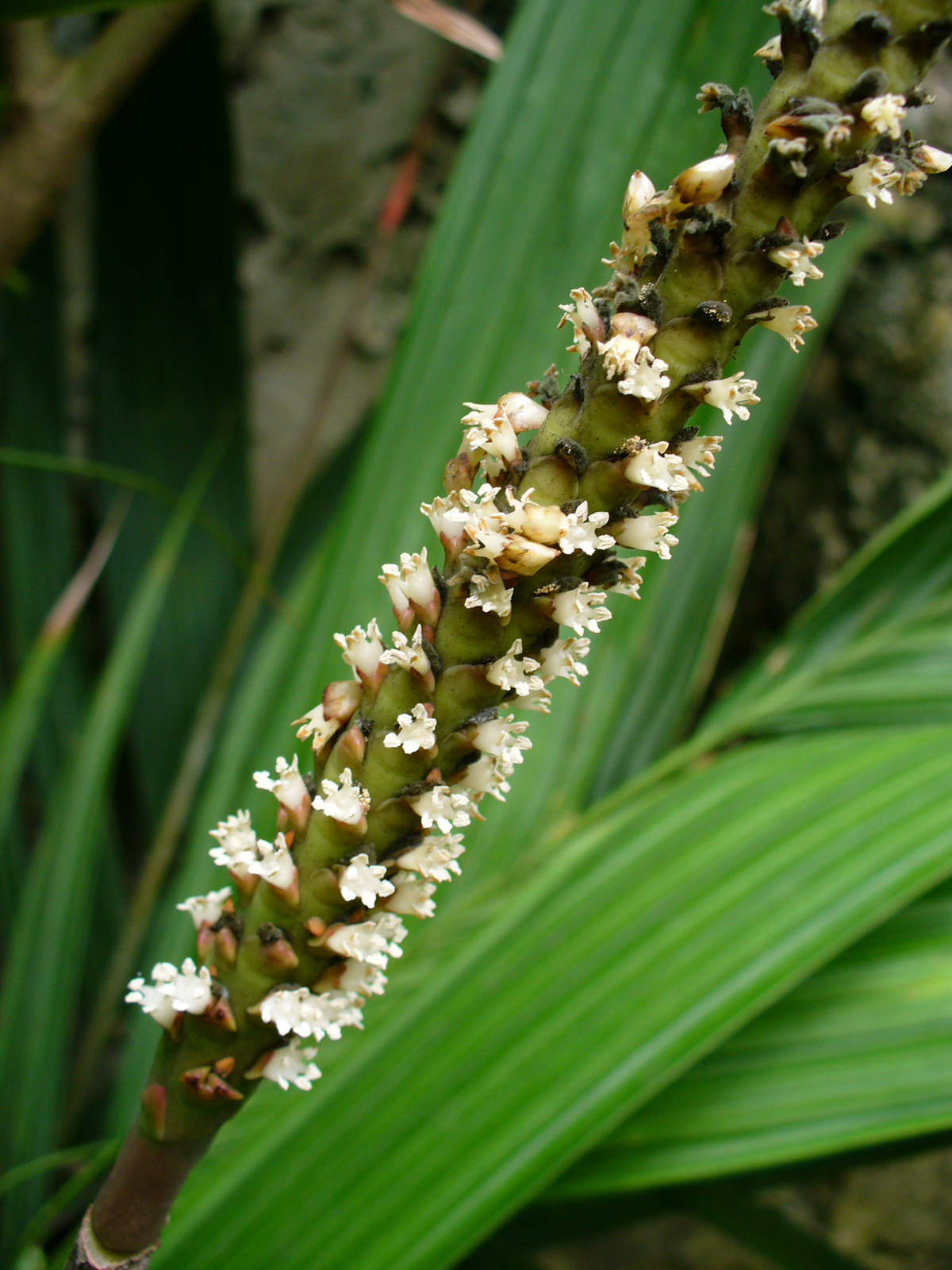
Blütenstand von Calyptrogyne ghiesbreghtiana

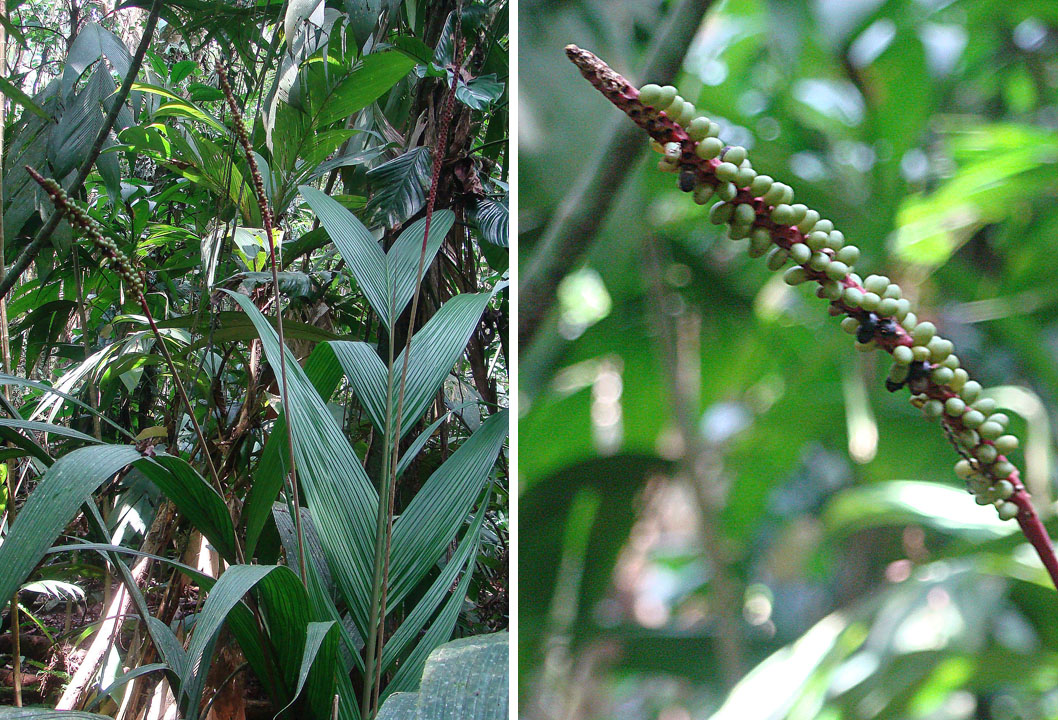
Calyptrogyne ghiesbreghtiana

### Erscheinungsbild
Calyptrogyne-Arten sind kleine, stammlose oder kurzstämmige Palmen, sind einzelstämmig und unbewehrt. Der Stamm ist unterirdisch, selten kurz und aufrecht.

### Blätter
Der Stamm trägt relativ wenige Blätter, meist um zehn. Diese sind meist unregelmäßig gefiedert, können aber auch zweiteilig (bifid) und fiederig geadert sein. Die abgestorbenen Blätter verbleiben am Stamm (Marzeszenz). Die Blattscheide reißt gegenüber dem Blattstiel auf, sie ist dicht mit einem kurzlebigen Haarfilz besetzt. An den Scheidenrändern sitzen lange Fasern. Der Blattstiel ist eher schlank und kurz. Er ist an der Unterseite konkav, an der Oberseite kantig, sowie spärlich behaart.
Die Fiederblättchen sind unregelmäßig breit, stehen entfernt voneinander und sind ein- bis mehrfach gefaltet. Sie laufen in spitzen Enden aus, sind leicht wachsig-filzig und auf beiden Seiten mit kleinen Schuppen besetzt. An der Unterseite der Mittelrippe sitzen große Schuppen. Die Mittelrippe und ein oder zwei Nerven stehen an der Unterseite deutlich hervor.

### Blütenstände
Calyptrogyne-Arten sind einhäusig getrenntgeschlechtig (monözisch) und mehrmals blühend. Die schlanken Blütenstände stehen zwischen den Blättern (interfoliar). Es sind meist Ähren, selten sind sie einfach verzweigt. Der Blütenstandsschaft ist schlank, aufrecht und sehr lang. Das papierartige bis lederige Vorblatt ist röhrig, eher dünn mit zwei flachen, schmalen seitlichen Kielen, gestreift, etwas beschuppt; es reißt distal auf und setzt nahe der Basis des Blütenstandsschafts an.
Das Hochblatt am Blütenstandsschaft ist rund, zugespitzt, gestreift, etwas beschuppt und reißt distal auf; es setzt nahe oder in kurzer Entfernung unter den Blütengruben an und ist oft kurzlebig und hinterlässt eine krause Narbe.
Die Blütenstandsachse ist sehr kurz und trägt ein bis zwei kleine, leere Hochblätter; ihr Der Achsendurchmesser ist oft deutlich größer als der des Blütenstandsschafts. An der blütentragenden Achse (Rachilla) stehen sieben bis elf wechselständige Reihen von Tragblättern. Die Tragblätter sind eng anliegend, am Rand dünn, kahl oder behaart und oval. In jedem Tragblatt sitzt eine Triade von Blüten, die in einer Grube liegen. Die Blütenbrakteolen sind ungleich, leicht gekielt, dünn, häutig und mit spitzen Enden.

### Blüten
Die eingeschlechtigen Blüten sind dreizählig.
Die männlichen Blüten sind leicht asymmetrisch. Die drei Kelchblätter sind frei, länglich, ungleich und an ihrer Basis oder auch durchgehend imbricat in der Knospe. Die drei Kronblätter sind asymmetrisch und etwa zur Hälfte ihrer Länge zu einer Röhre verbunden. Die freien Zipfel sind ungleich und valvat. Die sechs Staubblätter haben fleischige Staubfäden, die untereinander und mit dem Receptaculum zu einem Stiel verwachsen sind. Die freien Lappen sind dick, ahlenförmig und während der Anthese zurückgebogen. Die Staubbeutel sind pfeilförmig, dorsifix nahe der Basis und intrors. Das Stempelrudiment ist sehr klein. Die Pollenkörner sind ellipsoidisch und meist leicht bis deutlich asymmetrisch. Die Keimöffnung ist ein distaler Sulcus oder ein Trichotomosulcus. Die längste Achse des Pollens misst 47 bis 66 Mikrometer.
Die weiblichen Blüten sind ebenfalls asymmetrisch. Ihre der Achse zugewandte Seite ist gekrümmt, um in die Blütengrube zu passen. Die drei Kelchblätter sind frei, ungleich und imbricat. Die beiden seitlichen sind gekielt, das abaxial gelegene kleiner und flach. Die Kronblätter bilden eine Röhre und sind nur ein sehr kurzes Stück frei. Das letzte Drittel der Krone wird zur Blüte wie eine Kappe abgeworfen, der untere Teil der Röhre verbleibt in der Blütengrube. Die Staminodien bilden eine Röhre, die in der Mitte eingeschnürt ist und am Ende kurz sechszipfelig. Der obere Teil wird zur Blüte abgeworfen, wodurch dann die Narben frei werden. Diese aufgeblasene Röhre aus Staminodien ist ein charakteristisches Merkmal dieser Gattung. Der asymmetrisch dreilappige Fruchtknoten ist dreifächrig mit je einer Samenanlage. Die Samenanlagen sind anatrop. Der Griffel ist lange und im Querschnitt dreieckig. Die drei Narben sind während der Anthese zurückgebogen.

### Früchte und Samen
Die Frucht ist verkehrt-eiförmig, einsamig und zur Reife von purpurpurfarben bis schwarz. Narbenreste und nicht entwickelte Karpelle stehen basal. Das Exokarp ist glatt, das Mesokarp ist fleischig mit einer innen liegenden Schicht von großen Fasern. Das Endokarp ist transparent und zäh. Der Samen ist ellipsoid, setzt basal an. Die Narbe (Hilum) ist kurz, die Raphe ist unverzweigt. Das Endosperm ist homogen.

### Chromosomensätze
Die Chromosomenzahl beträgt 2n = 28.

## Ökologie
Die Bestäubung erfolgt durch Fledermäuse.

## Standorte
Calyptrogyne-Arten wachsen im Unterwuchs der tropischen Regenwälder, vorwiegend in Sümpfen und entlang von Flussufern. Einige Arten kommen nur bis in Höhenlagen von etwa Metern vor, andere wieder von 700 bis 2200 Metern.

## Systematik

### Botanische Geschichte
Die Gattung Calyptrogyne wurde 1859 durch Hermann Wendland in Botanische Zeitung, Berlin, Band 17, Seite 72 aufgestellt. Als Lectotypus wurde 1963 durch Harold Emery Moore Calyptrogyne spicigera (ein Synonym von Calyptrogyne ghiesbreghtiana) bestimmt. Der Gattungsname Calyptrogyne  setzt sich zusammen aus den altgriechischen Wörtern kalyptra für „Haube“ und gyne für „Frau“, dies bezieht sich auf die als Haube abfallende Krone der weiblichen Blüten.
Die erste Monographie über die Gattung Calyptrogyne wurde durch Max Burret 1930 veröffentlicht, er anerkannte sechs Arten. Wessels Boer anerkannte 1968 fünf Arten. de Nevers beschrieb 1995 zwei neue Arten und anerkannte in Summe acht Arten. Andrew James Henderson erhöhte in seiner Arbeit 2005 die Zahl der Arten auf 18. In Genera Palmarum wird 2008 die Artenzahl mit neun angegeben.
Die Gattung Calyptrogyne H.Wendl. gehört zur Tribus Geonomateae in der Unterfamilie Arecoideae innerhalb der Familie der Palmengewächse (Arecaceae). Die Verwandtschaftsverhältnisse innerhalb der Tribus sind noch unklar. Die Gattung Calyptrogyne ist monophyletisch.

### Arten und ihre Verbreitung
Calyptrogyne -Arten kommen von Mexiko und Guatemala bis nach Kolumbien vor. Das Zentrum der Artenvielfalt liegt in Panama.
Es gibt etwa 17 Arten:
- Calyptrogyne allenii (L.H.Bailey) de Nevers: Sie kommt in Panama mit zwei Unterarten vor.
- Calyptrogyne anomala de Nevers & A.J.Hend.: Dieser Endemit kommt nur in Panama vor.
- Calyptrogyne baudensis A.J.Hend.: Sie wurde 2005 aus Kolumbien erstbeschrieben.
- Calyptrogyne coloradensis A.J.Hend.: Sie wurde 2005 aus Panama erstbeschrieben.
- Calyptrogyne condensata (L.H.Bailey) Wess.Boer.: Die Heimat ist Costa Rica und das westliche Panama.
- Calyptrogyne costatifrons (L.H.Bailey) de Nevers: Die drei Unterarten kommen nur in Panama vor.
- Calyptrogyne deneversii A.J.Hend.: Sie wurde 2005 aus Panama erstbeschrieben.
- Calyptrogyne fortunensis A.J.Hend.: Sie wurde 2005 aus Panama erstbeschrieben.
- Calyptrogyne ghiesbreghtiana (Linden & H.Wendl.) H.Wendl.: Die Heimat ist das südöstliche Mexiko, Belize, Guatemala, Honduras, Nicaragua, Costa Rica und Panama. Sie kommt in vier Unterarten vor.
- Calyptrogyne herrerae Grayum: Dieser Endemit kommt nur in Costa Rica vor.
- Calyptrogyne kunorum de Nevers: Dieser Endemit kommt nur in Panama vor.
- Calyptrogyne osensis A.J.Hend.: Sie wurde 2005 aus Costa Rica erstbeschrieben.
- Calyptrogyne panamensis A.J.Hend.: Sie wurde 2005 aus Panama erstbeschrieben. Sie kommt in vier Unterarten vor.
- Calyptrogyne pubescens de Nevers: Dieser Endemit kommt nur im westlichen Panama vor.
- Calyptrogyne sanblasensis A.J.Hend.: Sie wurde 2005 aus Panama erstbeschrieben.
- Calyptrogyne trichostachys Burret: Dieser Endemit kommt nur in Costa Rica vor.
- Calyptrogyne tutensis A.J.Hend.: Sie wurde 2005 aus Panama erstbeschrieben.

## Belege